# Bélapátfalva
Bélapátfalva is een plaats (város) en gemeente in het Hongaarse comitaat Heves. Bélapátfalva telt 3041 inwoners (2015) en is de hoofdplaats van het gelijknamige district. Het ligt aan de voet van de Bél-kő, een berg in de westelijke Bükk.
In Bélapátfalva (tot 1904: Apátfalva) bevindt zich een romaanse kloosterkerk, een overblijfsel van een in 1232 gestichte cisterciënzerabdij. Het plaatsje zelf werd in 1330 voor het eerst genoemd. Historisch hoort het bij het comitaat Borsod, maar in 1950 werd het overgeheveld naar Heves. Sinds 2004 heeft Bélapátfalva de status van stad. 
Tussen 1908 en 2002 was er in Bélapátfalva een cementfabriek actief. Ook aan de kalksteenwinning bij de Bél-kő kwam in 2002 een einde. Het restant van de berg is 2008 beschermd natuurgebied binnen het nationaal park Bükk.
Stad met comitaatsrecht (megyei jogú város): Eger

Steden (város): Bélapátfalva · Füzesabony · Gyöngyös · Gyöngyöspata · Hatvan · Heves · Kisköre · Lőrinci · Pétervására · Verpelét

Vlekken (nagyközség): Kál  · Parád  · Recsk

Overige gemeenten (község): Abasár · Adács · Aldebrő · Andornaktálya · Apc · Átány · Atkár · Balaton · Bátor · Bekölce · Besenyőtelek · Boconád · Bodony · Boldog · Bükkszék · Bükkszenterzsébet · Bükkszentmárton · Csány · Demjén · Detk · Domoszló · Dormánd · Ecséd · Egerbakta · Egerbocs · Egercsehi · Egerfarmos · Egerszalók · Egerszólát · Erdőkövesd · Erdőtelek · Erk · Fedémes · Feldebrő · Felsőtárkány · Gyöngyöshalász · Gyöngyösoroszi · Gyöngyössolymos · Gyöngyöstarján · Halmajugra · Heréd · Hevesaranyos · Hevesvezekény · Hort · Istenmezeje · Ivád · Kápolna · Karácsond · Kerecsend · Kisfüzes · Kisnána · Kömlő · Kompolt · Ludas · Maklár · Markaz · Mátraballa · Mátraderecske · Mátraszentimre · Mezőszemere · Mezőtárkány · Mikófalva · Mónosbél · Nagyfüged · Nagykökényes · Nagyréde · Nagytálya · Nagyút · Nagyvisnyó · Noszvaj · Novaj · Ostoros · Parádsasvár · Pély · Petőfibánya · Poroszló · Rózsaszentmárton · Sarud · Sirok · Szajla · Szarvaskő · Szentdomonkos · Szihalom · Szilvásvárad · Szúcs · Szűcsi · Tarnabod · Tarnalelesz · Tarnaméra · Tarnaörs · Tarnaszentmária · Tarnaszentmiklós · Tarnazsadány · Tenk · Terpes · Tiszanána · Tófalu · Újlőrincfalva · Vámosgyörk · Váraszó · Vécs · Visonta · Visznek · Zagyvaszántó · Zaránk